# エヌ・ティ・ティ・ドコモ北海道
株式会社エヌ・ティ・ティ・ドコモ北海道（エヌ・ティ・ティ・ドコモほっかいどう）は、かつて北海道全域を営業地域とし、一般的に「NTTドコモ北海道」と呼ばれていた日本の電気通信事業者。株式会社エヌ・ティ・ティ・ドコモの完全子会社であった。現在はNTTドコモ北海道支社となっている。

## 沿革
- 1991年 - NTT移動通信企画北海道設立。
- 1993年
  - 4月 - 社名をNTT北海道移動通信網に変更。
  - 7月 - NTT移動通信網から北海道地域の営業を譲り受ける。
  - 10月 - NTT北海道移動通信と合併。
- 1998年 - NTT北海道パーソナル通信網からPHS事業を譲り受ける。
- 2000年 - NTTドコモ北海道に社名変更。
- 2008年
  - 1月7日 - PHS事業から撤退
  - 7月1日 - 親会社の株式会社エヌ・ティ・ティ・ドコモ（ドコモ中央）と合併し解散。この会社の本社は親会社の北海道支社となった。

## 事業所
統合前に営業所の整理が行われた。現在の支店はいずれもNTTドコモ北海道支社に属する形となる。

### 支店
- 函館支店
- 苫小牧ちとせ支店
- 旭川支店
- 帯広支店
- 北見支店
- 釧路支店

### 営業所
- 小樽営業所 - 2008年4月1日に本社へ統合。
- 千歳営業所 - 2008年7月1日に苫小牧支店へ統合の上、苫小牧ちとせ支店となる。
- 岩見沢営業所 - 2008年4月1日に本社へ統合。
- 室蘭営業所 - 2008年4月1日に苫小牧支店へ統合。
- 根室営業所 - 2008年4月1日に釧路支店へ統合。
- 滝川営業所 - 2008年4月1日に本社へ統合。
- 稚内営業所 - 2008年4月1日に旭川支店へ統合。

## 携帯電話・PHSサービス契約数
- 携帯電話・PHS契約数（2007年7月末時点） - 2,185,800契約
  - 携帯電話契約数 - 2,168,900契約（北海道シェア 54.2%）
    - FOMA契約数 - 1,484,800契約
    - mova契約数 - 684,100契約
      - 同時期の北海道のシェアは、auが31.2%、ソフトバンクモバイル14.6%。

  - PHS契約数 - 16,900契約（北海道シェア 14.1%）
    - 同時期のシェアはウィルコムが85.9%。